# Theodor Lewald

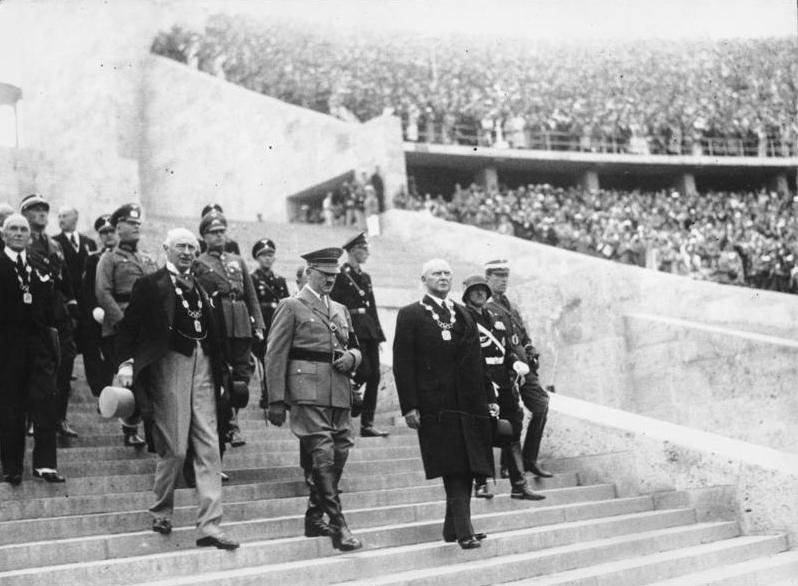
Lewald po prawej Adolfa Hitlera

Theodor Lewald (ur. 18 sierpnia 1860 w Berlinie, zm. 15 kwietnia 1947 tamże) – urzędnik państwowy żydowskiego pochodzenia z czasów II Rzeszy Niemieckiej i dyrektor Międzynarodowego Komitetu Olimpijskiego. Był prezesem komitetu organizacyjnego olimpijskiego letnich igrzysk w Berlinie.

## Dzieciństwo
Lewald urodził się w 1860 w Berlinie. Jego ciotką była żydowska powieściopisarka Fanny Lewald.
W 1885 został urzędnikiem państwowym w Prusach.
W październiku 1891 został tymczasowo zabrany z Prus i ostatecznie 2 czerwca 1894 r. Pracował w Radzie Rządowej w Urzędzie Spraw Wewnętrznych Rzeszy. Tam powierzono mu wiele różnych zadań administracyjnych. Ze względu na swoje umiejętności językowe (angielski, francuski, włoski) został przydzielony w 1893 roku jako Reichskommissariat na Światowe Targi w Chicago.
Na miejscu nadzorował i rozwiązał niemieckie stoisko. W tym czasie nawiązał ważne kontakty polityczne i biznesowe, które przydały mu się na innych wystawach w Paryżu w 1900 i 1904 r. W St. Louis. 1897 r. Awansował na radcę tajnego i nadzorował radę wykładowców w 1900 r. Przez rok był zastępcą komisarza w niemieckim pawilonie. Od 1903 roku pełnił obowiązki komisarza Rzeszy.  W tej roli Lewald uczestniczył w wystawie światowej zorganizowanej z okazji przyłączenia Luizjany (zorganizowanym wraz z olimpiadą 1904 roku).  Tam po raz pierwszy zetknął się z Igrzyskami Olimpijskimi, które podobnie jak w 1904 r. Były częścią Światowych Targów. Opuścił St. Louis, gdy Reichskommissar, do spraw sportu i kultury, odmówił współfinansowania niemieckiego zespołu olimpijskiego z Rzeszy Niemieckiej. W późniejszym okresie współfinansował i promował technologię, naukę i kulturę. Kupił między innymi pierwszy sterowiec Rzeszy i uratował przez bankructwem Zeppelinwerft. W 1910 został awansowany na stanowisko ministra i jednocześnie pełnomocnika przy Radzie Federalnej. Tam musiał poradzić sobie z codzienną polityką. Był przeciwnikiem parlamentaryzmu i nie mógł identyfikować się z nowym stanowiskiem.
Nie zgadzał się z Wilhelmem II, czy Niemieckim Komitetem Olimpijskim, którego był prezydentem, bowiem uważał, że komitet olimpijski powinien być politycznie niezależny. Po tym, jak Berlin wygrał prawo do udziału w Letnich Igrzyskach Olimpijskich w 1916 roku (które następnie nie odbyły się z powodu wybuchu I wojny światowej), Lewald zachęcał Rzeszę Niemiecką do inwestowania w olimpiadę, argumentując, że jest ona porównywalna do wystawy światowej.
W 1923 roku zrezygnował z pełnionej funkcji podsekretarza stanu. W 1935 roku Lewald opowiedział się za przyznaniem Pierre de Coubertinowi Nagrody Nobla.

## Igrzyska 1936

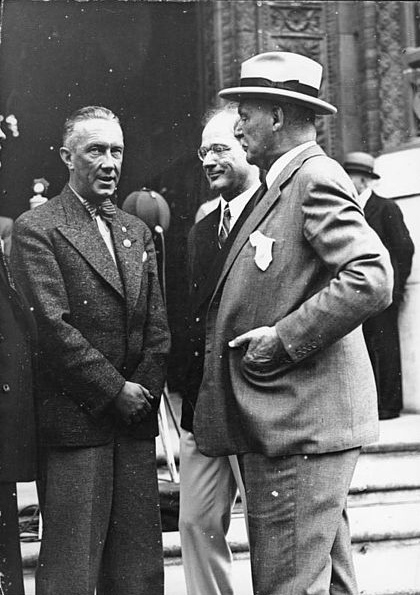
Lewald, Julius Lippert i Avery Brundage podczas Letnich Igrzysk Olimpijskich w 1936 roku.

W 1926 r. został członkiem Międzynarodowego Komitetu Olimpijskiego. Był jednocześnie jednym z trzech niemieckich członków MKOL, który głosował za przyznaniem Berlinowi letnich igrzysk w 1936 r. Lewald uprzednio twierdził, że Niemcy mogą brać udział w letnich igrzyskach olimpijskich w 1928 r. Po tym, jak zostały wykluczone z igrzysk w Antwerpii i w igrzysk w Paryżu. W listopadzie 1932 r. Lewald uzyskał pozwolenie na utworzenie niezależnego Komitetu Organizacyjnego ds. Igrzysk, który został utworzony w styczniu 1933 r. Zaraz po tym, jak Narodowosocjalistyczna Niemiecka Partia Robotników (NSDAP) wygrała wybory parlamentarne, rozmawiał z Josephem Goebbelsem o propagandowej wartości wydarzenia. Lewald został później usunięty ze swojego stanowiska i zastąpiony przez Hansa von Tschammera und Ostena, ponieważ jego babka była Żydówką, chociaż sam Lewald był chrześcijaninem; MKOl zażądał bezskutecznie jego przywrócenia na wcześniejsze stanowisko na spotkaniu w czerwcu 1933 r. Zamiast tego Lewald otrzymał uroczystą rolę doradczą, a podczas otwarcia letnich igrzysk olimpijskich w 1936 r. Wygłosił formalne wystąpienie, chociaż zaprotestował również przeciwko traktowaniu niemieckich Żydów w trakcie igrzysk. Lewald uprzednio zapewnił MKOl, że niemieccy Żydzi nie zostaną wykluczeni z igrzysk. Na Stadionie Olimpijskim w Berlinie zainstalowano dzwon olimpijski, zgodnie z sugestią Lewalda, który zaproponował także jeden z projektów pochodni olimpijskich, a także pozwolił MKOL zatwierdzić trasę biegu z pochodnią z greckiej Olimpii do Berlina. Po igrzyskach Sigfrid Edström wyznaczył Lewalda na wiceprezydenta MKOl, chociaż Lewald wycofał się i zrezygnował z funkcji MKOl w 1938 roku po naciskach ze strony NSDAP.